# 朱錫蕃
朱錫蕃（?—?），安徽省徽州府休寧縣人，清朝政治人物、同進士出身。
光緒三年（1877年），参加丁丑科殿試，登進士三甲第59名。同年五月，改翰林院庶吉士。光绪六年四月，散館后，著以知县即用